# Casearia parvistipula
Casearia parvistipula är en videväxtart som beskrevs av Tathana. Casearia parvistipula ingår i släktet Casearia och familjen videväxter. Inga underarter finns listade i Catalogue of Life.